# Колеги

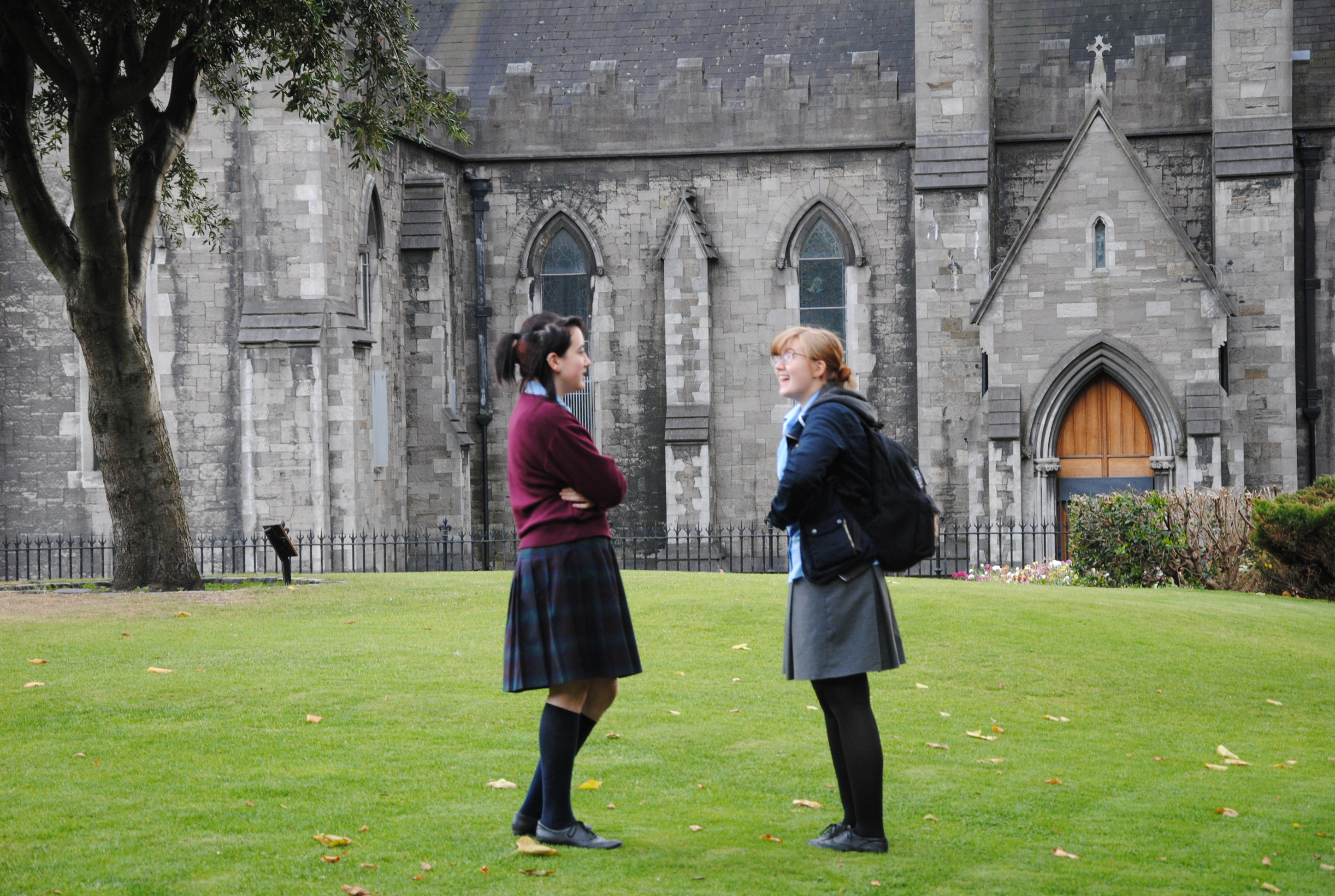
Колеги — студентки.

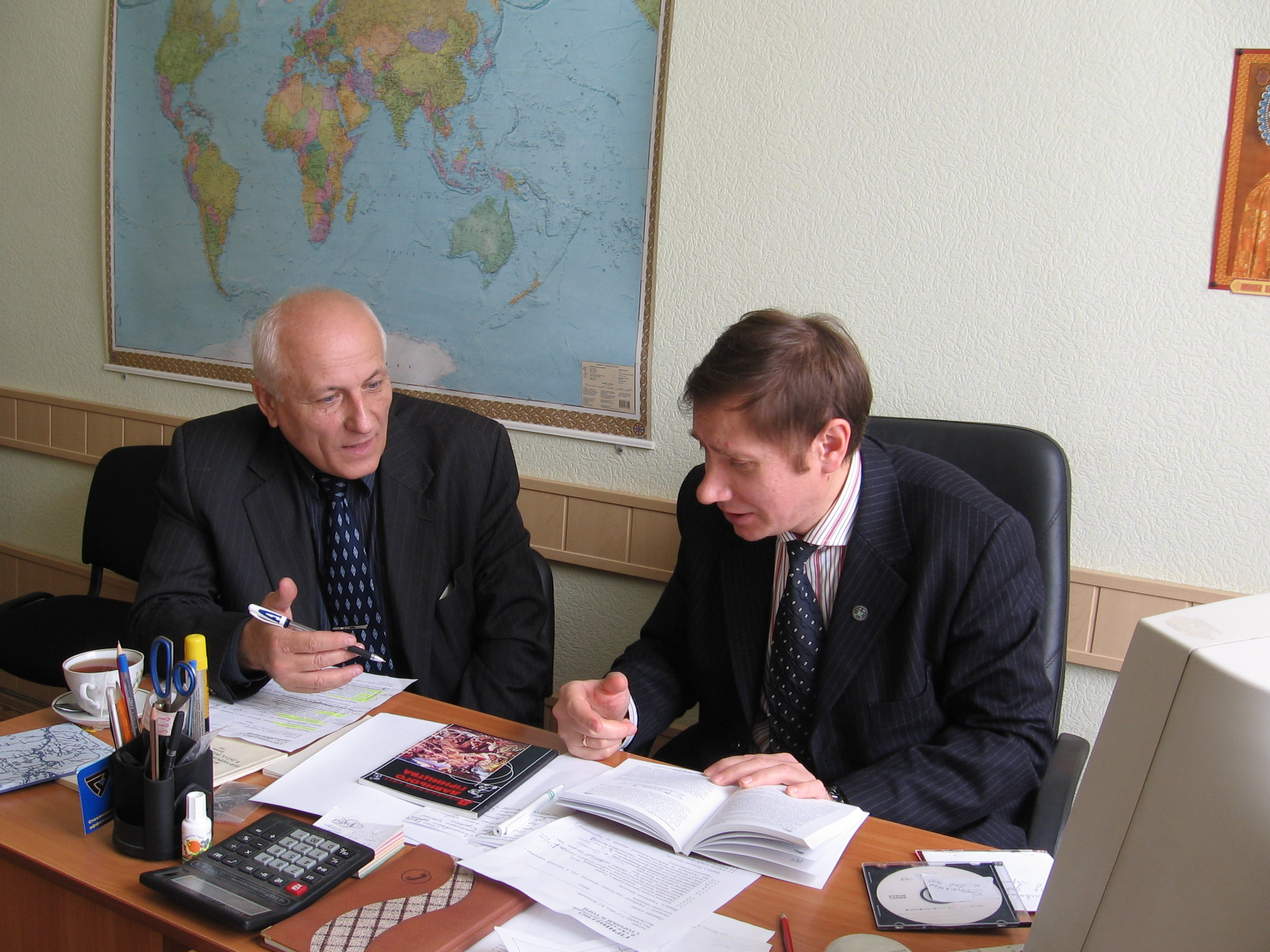
Колеги — науковці.

Колега (лат. collega) — товариш за фахом, місцем праці, за навчанням у вищій школі тощо. Особа тієї самої професії.
Термін особливо поширений серед науковців, митців.
- Колега // Словник української мови : в 11 т. — Київ : Наукова думка, 1970—1980.